# 光 (春秋)
光（こう）は、先秦時代の小規模な諸侯国。現在の山西省晋中市祁県・晋城市高平市一帯、河南省信陽市光山県に位置する。紀元前650年代に楚によって滅亡した。
光の始祖の吉光の出自は姞姓で、奚仲の末裔である。殷代初期に光は現在の山西省晋中市祁県・晋城市高平市一帯に位置し、当地は光水が通り、光狼城があった。殷代中後期には、光の人は現在の河南省信陽市光山県付近に移り住んだ。楚が弦を滅ぼす前後に滅んだ。

## 参考資料
- 何光岳《光国与光国甲金文——兼論光国的来源和遷徙》